# Claudio, el dios, y su esposa Mesalina
Claudio, el dios, y su esposa Mesalina (en inglés, Claudius the God and his wife Messalina) es una novela del escritor británico Robert Graves, publicada en 1935 como continuación de Yo, Claudio (1934). La obra, cuyo subtítulo es El turbulento reinado de Tiberio Claudio César, emperador de los romanos (nacido en el año 10 a. de C. y muerto en el año 54), descrito por él mismo, narra el período de gobierno del emperador Claudio desde el asesinato de su sobrino Calígula hasta su propia muerte. Además, presta gran atención a los primeros años como gobernador de Herodes Agripa I, al que Claudio llegó a nombrar Rey de los judíos.
Ambas novelas fueron adaptadas por la BBC en la premiada serie de televisión Yo, Claudio (1976).

## Trama
Claudio, tras el asesinato de su sobrino Calígula y tras haber renegado del poder toda su vida, es reconocido como el nuevo emperador romano en el año 41. A sus cuarenta y nueve años, Claudio se dispone a gobernar medio mundo, sabiendo que su peor enemigo es su propia familia.

## Temas principales
Entre los temas tratados en la novela están el conflicto entre la libertad (como se demostraba en la República romana, y la dedicación a sus ideales), y la estabilidad del Imperio romano, por un lado, y, por otro, un gobierno centralizado (representado por Herodes Agripa y Claudio ya mayor). La república proporciona libertad pero era inherentemente inestable y abría las puertas a perennes guerras civiles, la última de las cuales fue terminada por Augusto después de veinte años de lucha. Cuando Claudio, de ideales en principio republicanos, se convierte en emperador, Mesalina y Herodes Agripa lo convencen de que conserve el poder, como había hecho Livia con Augusto. Sin embargo, Graves reconoce que tiene que existir un equilibrio delicado entre la libertad republicana y la estabilidad imperial; demasiado de la primera lleva a la guerra civil, pero demasiado de la segunda lleva a la corrupción de Mesalina, Herodes Agripa, Nerón y Agripina la Menor.
Al final de "Claudio, el dios", Graves introduce otro concepto: que cuando una nación anteriormente libre ha vivido bajo la dictadura durante mucho tiempo, es incapaz de volver a un gobierno libre. Esto queda subrayado por los intentos fallidos de Claudio de revivir la República; por los intentos de varios personajes de «restaurar» la República, pero con ellos mismos como los verdaderos gobernantes; y por Claudio señalando que «quitándole el filo a la hoja de la tiranía, reconcilié a Roma con la monarquía». Esto es, que en sus intentos de gobernar autocráticamente pero siguiendo unas tendencias más republicanas sólo ha hecho que el pueblo romano esté más complacido de vivir bajo una dictadura. 
Los personajes femeninos son bastante poderosos, como en otras obras de Graves. En esta novela, además de Livia, tanto Valeria Mesalina como Agripina la Menor claramente funcionan como el poder en la sombra, detrás de la figura de su marido, su amante o su hijo. 
Otro tema común a lo largo de las novelas es la inmediatez y validez de la religión romana. Todas las profecías hechas en la narrativa acaban realizándose de verdad: desde la sucesión de los césares hasta el «descubrimiento» de la autobiografía secreta y hasta la fecha de la muerte de Claudio. 

## Exactitud histórica
Las novelas están escritas como si Claudio estuviera narrando su propia historia y la de su familia, con la inclusión de algunas palabras y pensamientos del propio Claudio histórico, lo que contribuye a la plausibilidad de la narración. El énfasis en los detalles de la historia es especialmente evidente en "Claudio, el dios": la mayor parte del libro relata las obras del reinado de Claudio antes de ahondar en su vida personal. Se incluyen el discurso histórico de Claudio en el Senado sobre el voto y los jurados, sus cartas traducidas a los residentes de Trento y los alejandrinos, y el texto de la tabla de Lyon. Además, Graves trabajó con discusiones que se dice que tuvo el Claudio histórico a favor de sus políticas, como el razonamiento en favor de las letras claudias tal como lo describió Tácito.

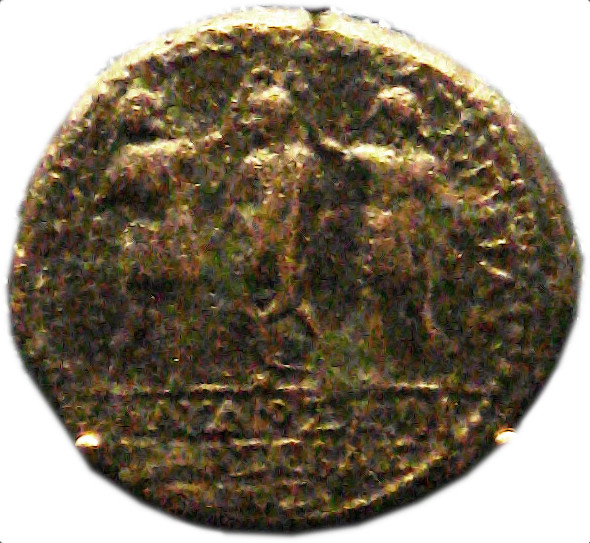
Moneda de Herodes de Calcis mostrando a este, con su hermano Agripa de Judea, coronando al emperador Claudio.

Sin embargo, Graves fue selectivo en su uso de las fuentes antiguas (principalmente Tácito y Suetonio). A veces las sigue, aunque sea una sola la que alude a un hecho o circunstancia. Así, en el momento del ascenso de Claudio al trono, la novela narra que lo hizo instigado por Herodes Agripa. Esto se basa sólo en un relato de Josefo, en el que el papel de Herodes Agripa funciona mal para demostrar cómo los judíos habían ayudado a Roma. Este relato encaja con el retrato que Graves hace de Claudio como un republicano, pues explica cómo Claudio pudo llegar, sin desearlo, al poder. Sin embargo, esta interpretación es inexacta desde el punto de vista de los historiadores modernos y del resto de las fuentes antiguas, incluyendo otro relato de Josefo. Casi todo el mundo en Roma previó la trama contra Calígula, y el Claudio histórico no fue una excepción, aunque parece ser que no intervino en la conjura. Después de que Calígula fuera asesinado por Casio Querea, Claudio se encontró con el dilema de convertirse en emperador o ser asesinado. Naturalmente escogió lo primero. No hay ninguna indicación de dudas republicanas por su parte en los documentos, más allá de lo que dice Josefo.
Por otro lado, Graves no siempre siguió las afirmaciones de los historiadores antiguos. Una acusación usual entre los historiadores de la Antigüedad contra Claudio es que lo gobernaron fácilmente sus esposas y su liberto. Graves rechazó esta afirmación en lo que se refería a las principales y mejores obras de Claudio, como hacen los modernos historiadores. Sin embargo, acepta esta explicación como una excusa para las acciones menos aceptables o comprensibles del Claudio histórico. La mayor parte de las ejecuciones caprichosas y errores garrafales que ensombrecieron su reinado se achacan a las maquinaciones de Mesalina, Agripinila, Narciso y Palas. Graves lleva esta interpretación hasta el punto en que casi todos aquellos enjuiciados o ejecutados parecen ser inocentes de todo crimen o no merecedores de una sentencia severa. Esto claramente choca con los documentos históricos. El Claudio histórico fue objeto de más intentos de asesinato que ningún otro emperador anterior, quizás debido a que la muerte de Calígula reveló que un emperador podía de hecho ser asesinado y reemplazado. Sin duda, algunos de aquellos condenados por traición eran culpables.
La adopción de su hijastro Nerón es un caso en el que Graves absuelve a Claudio de varias acusaciones. Graves hace que Claudio ceda a todas las exigencias de su esposa Agripina, supuestamente como un truco para mostrar a Roma el verdadero rostro de la tiranía. Los problemas evidentes de adoptar un heredero (Nerón) para reemplazar a su propio hijo Británico no se exploran, hasta que una extraña trama se revela al final. En realidad, las razones para adoptar a un adolescente de más edad fueron con probabilidad políticas. Posiblemente se hizo para conservar el gobierno de Claudio demostrando que estaba disponible un heredero maduro, de manera que no pudiera tomar el poder ningún usurpador. Esta táctica resultó eficaz dado que los intentos de asesinar a Claudio bajaron drásticamente después de entonces. Nerón era menor entonces, popular entre el pueblo, y desconectado de todo escándalo o intriga y nada indicaba lo que sería su comportamiento una vez convertido en emperador. Conforme Británico se aproximaba a la adultez en el año 54, el Claudio histórico hizo preparativos para hacer de él su heredero aparente, o coheredero, justo a tiempo. 
Los historiadores modernos sugieren que si a Claudio se le deben atribuir todos los logros de su reinado, también debe considerársele responsable de los errores, sean estos el resultado de precauciones justificadas, razonamientos erróneos, fracaso a la hora de prever las consecuencias futuras de sus actos, paranoia o incluso demasiada confianza hacia sus consejeros. 
Graves ignoró o aceptó hechos históricos que encajasen en el hilo argumental elegido. No hay evidencia histórica del Claudio retraído y fatalista del final de la novela, un Claudio completamente dominado por Agripina la Menor en todos los asuntos. El Claudio histórico continuó siendo políticamente activo después de la caída de Mesalina, y se sabe que luchó con Agripina por la sucesión hasta su asesinato. Graves parece haber basado su perspectiva en los eruditos victorianos, que pintaron la segunda mitad del reinado de Claudio como un fracaso. Un período inactivo encajaría mejor con la idea de Graves sobre los efectos de la tiranía. Otro ejemplo de diferencia con los documentos históricos es la profecía sobre la muerte de Claudio. El problema, en cualquier autobiografía de ficción, es que la persona no puede prever su asesinato, o actuaría en consecuencia para impedirlo. Sin embargo, la profecía le permite a Graves ofrecer al lector una conclusión real de la historia que de otro modo sería imposible.